# 일 포스티노
《일 포스티노》(Il postino, The Postman)는 벨기에에서 제작된 마이클 래드포드 감독의 1994년 드라마, 멜로/로맨스 영화이다. 필립 느와레 등이 주연으로 출연하였고 마리오 세치 고리 등이 제작에 참여하였다.
작가/주연 마시모 트로이시는 심장 수술을 연기함으로써 영화 촬영을 마칠 수 있었다. 영화 촬영이 끝나고 다음 날 그는 치명적인 심근 경색을 맞았다.
원작은 칠레 작가 안토니오 스카르메타가 쓴 '네루다의 우편배달부'(El Cartero de Neruda)이다.

## 줄거리
1950년, 칠레 시인 파블로 네루다는 정치적인 이유로 이탈리아의 작은 섬으로 망명한다. 그의 아내도 그와 동행한다. 섬에서 지역 주민인 마리오 루오폴로는 아버지처럼 어부가 되는 것에 불만을 느낀다. 마리오는 다른 직업을 찾다가 네루다를 유일한 고객으로 하는 임시 우편배달부로 고용된다. 그는 자전거를 이용하여 네루다의 우편물을 직접 배달한다. (섬에는 차가 없는 것으로 보인다.) 교육 수준이 낮음에도 불구하고, 우편배달부는 결국 네루다와 친구가 되고 네루다의 정치적 견해와 시에 더욱 영향을 받는다.
한편, 마리오는 이모의 마을 카페에서 일하는 아름다운 젊은 여성 베아트리체 루소와 사랑에 빠진다. 그는 그녀에게 수줍어하지만, 네루다의 도움을 청한다. 마리오는 자신이 사용하는 특정 은유가 시에 적합한지 네루다에게 끊임없이 묻는다. 마리오는 시를 통해 베아트리체와 더 잘 소통하고 사랑을 표현할 수 있게 된다. 마리오의 관능적인 시(대부분 네루다에게서 베껴온 것으로 밝혀짐)에 대한 이모의 강한 불승인에도 불구하고, 베아트리체는 호의적으로 반응한다.
두 사람은 결혼한다. 신부는 정치적인 이유로 마리오가 네루다를 들러리로 세우는 것을 허락하지 않지만, 이 문제는 곧 해결된다. 이는 디 코시모가 기독교민주당 소속으로 이 지역의 현직 정치인이었기 때문이다. 결혼식에서 네루다는 칠레에서의 체포 영장이 더 이상 유효하지 않다는 반가운 소식을 듣고 칠레로 돌아간다.
마리오는 네루다에게 편지를 쓰지만 아무런 답장도 받지 못한다. 몇 달 후, 그는 네루다로부터 편지를 받는다. 그러나 그의 실망스럽게도, 그것은 실제로는 그의 비서로부터 온 것이며, 마리오에게 네루다의 오래된 소지품을 칠레로 다시 보내달라는 내용이었다. 그곳에서 마리오는 오래된 축음기를 발견하고 네루다를 처음 만났을 때 들었던 노래를 듣는다. 감동받은 그는 곧 태어날 아이의 심장 박동을 포함하여 섬의 모든 아름다운 소리들을 카세트테이프에 녹음한다.
5년 후, 네루다는 같은 옛 여관에서 베아트리체와 그녀의 아들 파블리토(네루다를 기리기 위해 이름 지음)를 발견한다. 그녀로부터 그는 아들이 태어나기 전에 마리오가 사망했다는 사실을 알게 된다. 마리오는 나폴리에서 열린 대규모 공산주의자 집회에서 자신이 작곡한 시를 낭독할 예정이었으나, 시위는 경찰에 의해 폭력적으로 해산되었다. 그녀는 네루다에게 마리오가 그를 위해 녹음했던 마을 소리들을 건네준다. 영화는 네루다가 마리오와 이야기하곤 했던 해변을 걷는 장면으로 끝나며, 동시에 마리오가 사망한 공산주의자 집회를 보여준다.

## 출연

### 주연
- 필립 느와레 - 파블로 네루다
- 마시모 트로이시 - 마리오 루오폴로

### 조연
- 마리아 그라지아 쿠시노타 - 베아트리체 루소
- 린다 모레티 - 로사 숙모
- 레나토 스카르파 - 조르지오 세라피니 우체국장
- 세르지오 솔리

## 기타
- 음악: 루이스 바칼로프 (1996년 아카데미 음악상 수상)
- 미술: 로렌조 바랄디

## 한국어 더빙 성우진

### KBS (2002년 4월 14일)
- 김병관 - 파블로 네루다 (필립 느와레)
- 최병상 - 마리오 루오폴로 (마시모 트로이시)
- 강희선 - 베아트리체 루소 (마리아 그라지아 쿠시노타)
- 임수아 - 로사 숙모 (린다 모레티)
- 한상덕 - 조르지오 세라피니 우체국장 (레나토 스카르파)
- 정기항
- 이호인
- 강구한
- 함수정
- 서문석

### SBS (2006년 12월 25일)
- 황원 - 파블로 네루다 (필립 느와레)
- 성완경 - 마리오 루오폴로 (마시모 트로이시)
- 윤성혜 - 베아트리체 루소 (마리아 그라지아 쿠시노타)
- 임수아 - 로사 숙모 (린다 모레티)
- 한상덕 - 조르지오 세라피니 우체국장 (레나토 스카르파)
- 문영래
- 이진화
- 이봉준
- 김창주
- 조경모
- 조예신
- 최원형